# Selsko Brdo
Selsko Brdo is een plaats in de gemeente Pisarovina in de Kroatische provincie Zagreb. De plaats telt 119 inwoners (2001).